# エリザベス・ストラウト

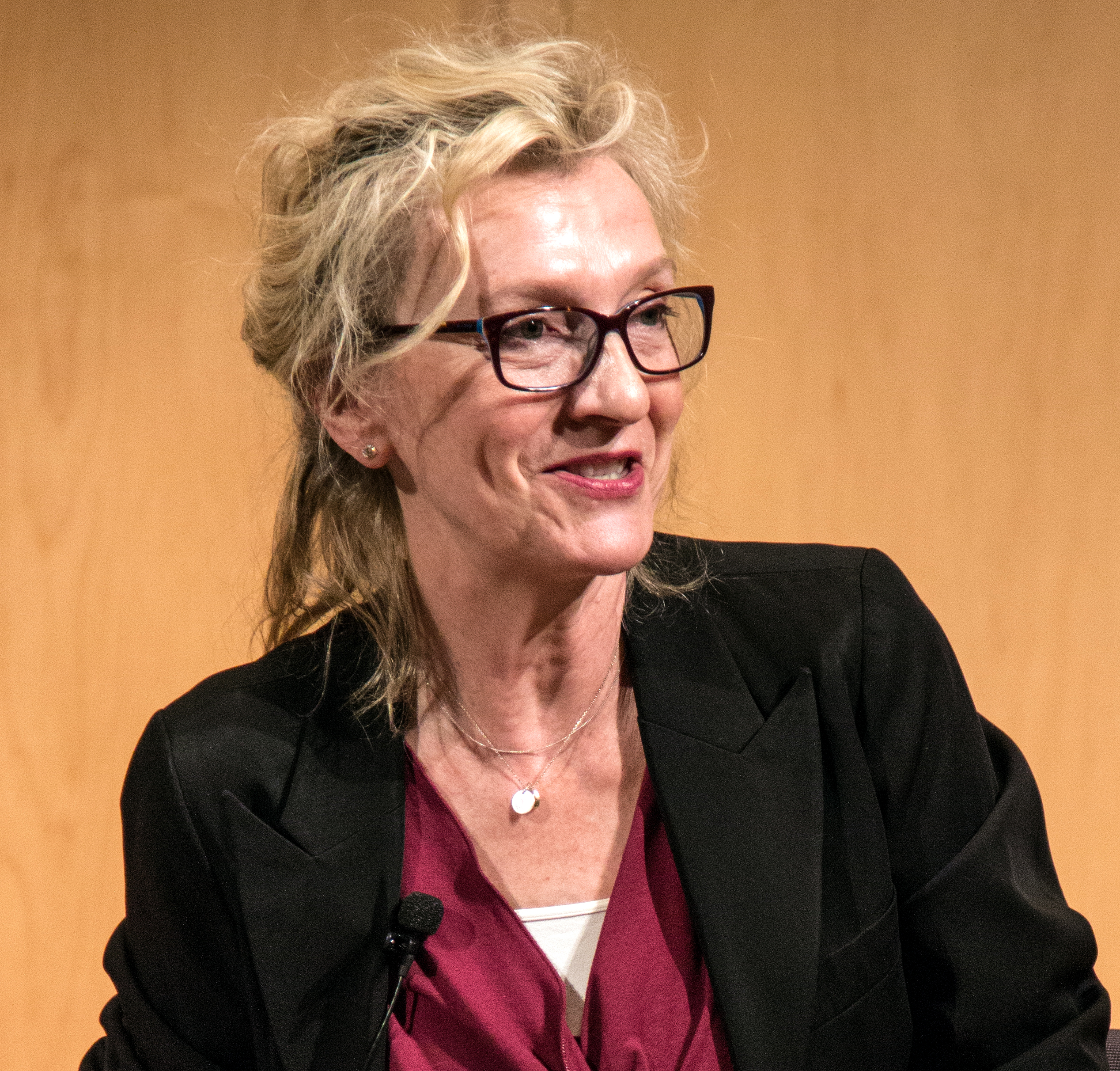
Elizabeth Strout

エリザベス・ストラウト（Elizabeth Strout、1956年1月6日 – ）は、アメリカ合衆国の小説家である。
メイン州ポートランドに生まれ、ベイツ大学、シラキュース大学で学んだ。2009年にピューリッツァー賞を受賞。

## 受賞歴
- ピューリッツァー賞 フィクション部門 2009年 （Olive Kitteridge（『オリーヴ・キタリッジの生活』）に対して）

## 邦訳作品
- 『目覚めの季節　エイミーとイザベル』富原まさ江訳、DHC、2000年

- 『オリーヴ・キタリッジの生活』小川高義訳、早川書房、2010年／ハヤカワ文庫、2012年
- 『バージェス家の出来事』小川高義訳、早川書房、2014年
- 『私の名前はルーシー・バートン』小川高義訳、早川書房、2017年／ハヤカワ文庫、2022年
- 『何があってもおかしくない』 小川高義訳、早川書房、2018年
- 『オリーヴ・キタリッジ、ふたたび』 小川高義訳、早川書房、2020年
- 『ああ、ウィリアム！』 小川高義訳、早川書房、2023年

## 小説
- Amy and Isabelle（『目覚めの季節 ― エイミーとイザベル』） (1998)
- The Friend Who Got Away (2005)
- Abide with Me (2006)
- Olive Kitteridge（『オリーヴ・キタリッジの生活』）(2008)
- The Burgess Boys （『バージェス家の出来事』）(2013)
- My Name Is Lucy Barton（『私の名前はルーシー・バートン』）(2016)
- Anything is Possible（『何があってもおかしくない』）(2017)
- Olive, Again（『オリーヴ・キタリッジ、ふたたび』）(2019)
- Oh William! （『ああ、ウィリアム!』）(2021)
- Lucy by the Sea (2022)
- Tell Me Everything (2024)